# Камбар, Иван
Иван Камбар (исп. Iván Cambar Rodríguez; род. 29 декабря 1983, Бартоломе-Масо, Гранма, Куба) — кубинский тяжелоатлет, призёр летних Олимпийских игр в в Лондоне (2012).

## Основные результаты
| Год              | Место проведение       | Вес              | Рывок (кг)       | Рывок (кг)       | Рывок (кг)       | Рывок (кг)       | Толчок (кг)      | Толчок (кг)      | Толчок (кг)      | Толчок (кг)      | Сумма            | Место            |
| Год              | Место проведение       | Вес              | 1                | 2                | 3                | Место            | 1                | 2                | 3                | Место            | Сумма            | Место            |
| Олимпийские игры | Олимпийские игры       | Олимпийские игры | Олимпийские игры | Олимпийские игры | Олимпийские игры | Олимпийские игры | Олимпийские игры | Олимпийские игры | Олимпийские игры | Олимпийские игры | Олимпийские игры | Олимпийские игры |
| ---------------- | ---------------------- | ---------------- | ---------------- | ---------------- | ---------------- | ---------------- | ---------------- | ---------------- | ---------------- | ---------------- | ---------------- | ---------------- |
| 2012             | Лондон, Великобритания | до 77 кг         | 150              | 155              | 160              | 3                | 190              | 194              | —                | 2                | 349              | Бронза           |